# Azelia cilipes
Azelia cilipes is een vliegensoort uit de familie van de echte vliegen (Muscidae). De wetenschappelijke naam van de soort is voor het eerst geldig gepubliceerd in 1838 door Haliday.

## Voorkomen
De soort komt voor in het Holarctisch gebied, inclusief Nederland en België.